# Fanfan (cocogirl)
Pour les articles homonymes, voir Fanfan.
Fanfan, de son  vrai nom Françoise Nicod, est  un mannequin et une animatrice de télévision française et de radio, née en 1962.

## Biographie

### Carrière
Elle commence comme mannequin pour la publicité des télévisions Telefunken.
Elle pose nue dans le magazine Lui au début des années 1980 et en 1986, écrit avec Anne Garcin le livre Profession, mannequin aux éditions Denoël.
Elle devient une coco-girl dans Cocoricocoboy jusqu'en 1987 puis part sur la Cinq avec Patrick Sébastien dans l'émission Farandole.
Elle présente sur TF1 Un samedi comme ça en 1991 avec Annie Pujol, qu'elle remplace pendant sa grossesse lors du jeu La Roue de la fortune.
Elle anime ensuite diverses émissions sur des radios tels que RFM, Europe 1 et Europe 2.
Elle apparait avec d'autres personnalités de TF1 dans la comédie musicale Le cadeau de Noël en 1991.

### Vie privée
Elle se marie avec Patrick Sébastien le 7 janvier 1989, avec lequel elle a un enfant, Benjamin, né le 19 juin 1991. Ils se séparent trois ans après leur union en 1992.